# Хамзаев, Дилшод Баймуродович
Дилшод Баймуродович Хамзаев (узб. Dilshod Boymurodovich Hamzaev; род. 16.03.1969, Гузарский район, Кашкадарьинская область, УзССР) — узбекский государственный деятель, с 2020 года является депутатом Законодательной палаты Олий Мажлиса Республики Узбекистан IV созыва от социал-демократической партии «Адолат». Входит в состав комитета по вопросам промышленности, строительства и торговли. Начальник управления Министерства экономики и промышленности Республики Узбекистан.

## Биография
Родился 16 апреля 1969 года в Гузарском районе Кашкадарьинской области. В 1993 году окончил Ташкентский государственный университет, а в 1998 — Банковско-финансовую академию Республики Узбекистан по специальности «экономика».
Трудовую деятельность начал в 1993 году в качестве инспектора Государственного налогового управления Кашкадарьинской области. В 1999—2000 годах работал начальником группы Государственной налоговой инспекции Мирабадского района города Ташкента. В 2000—2005 годах был ведущим научным сотрудником и заместителем директора научно-исследовательского института при Министерстве финансов. В 2005—2006 году возглавлял исследовательскую группу по проекту Центра социально-экономических исследований. В 2006—2007 году руководил реализацией проекта «Внедрение информационно-коммуникационных технологий в общеобразовательные школы», а в 2007—2010 годах — «Совершенствование системы издания учебников и учебной литературы для общеобразовательных школ». В 2011—2017 годах работал на разных должностях в Государственном комитете по архитектуре и строительстве. В 2017—2018 годах был главным инспектором Информационно-аналитического департамента по вопросам коммунальной сферы, транспорта, капитального строительства и стройиндустрии Кабинета Министров Республики Узбекистан.
В 2018—2019 годах работал начальником главного управления Министерства Экономики. С 2019 года является начальником главного управления Министерства экономики и промышленности Республики Узбекистан.
С 2020 года является депутатом законодательной палаты Олий Мажлиса. Член фракции Социал-демократической партии «Адолат». Входит в состав комитета по вопросам промышленности, строительства и торговли.